# ピエール・バシュレ
ピエール・バシュレ（Pierre Bachelet、1944年5月25日 - 2005年2月15日）は、フランスの作曲家。パリ出身。

## 参加作品
- クリクリのいた夏
- エマニュエル 愛欲のチベット
- エマニュエル・ザ・ハード
- ゴールド・パピヨン
- レ・ブロンゼ／スキーに行く
- BLACK & WHITE in COLOR ブラック・アンド・ホワイト・イン・カラー
- O嬢の物語
- エマニエル夫人